# あいうえお (テレビ番組)
『あいうえお』は、NHK教育テレビジョンで1975年4月12日から2002年3月20日まで放送されていた小学校1年生向けの学校放送（教科：国語）である。

## 概要
1973年7月30日から8月18日、および1974年7月22日・7月23日・7月24日・12月28日・12月30日にパイロット版を放送した後、1975年4月12日にレギュラー放送を開始した。ひらがなやカタカナといった文字の成り立ちや言葉について教える内容であった。
2002年3月20日の放送をもって放送終了。27年の歴史に幕を閉じた。

## 放送時間

### 本放送
| 期間                  | 放送時間             |
| --------------------- | -------------------- |
| 1975年4月 - 1979年3月 | 土曜日 9:30 - 9:50   |
| 1979年4月 - 1980年3月 | 火曜日 11:20 - 11:35 |
| 1980年4月 - 1990年3月 | 火曜日 10:00 - 10:15 |
| 1990年4月 - 1992年3月 | 水曜日 9:30 - 9:45   |
| 1992年4月 - 2001年3月 | 火曜日 10:00 - 10:15 |
| 2001年4月 - 2002年3月 | 水曜日 9:00 - 9:15   |

### 再放送
| 期間                  | 放送時間                                 |
| --------------------- | ---------------------------------------- |
| 1979年4月 - 1980年3月 | 金曜日 9:00 - 9:15                       |
| 1980年4月 - 1982年3月 | 木曜日 9:30 - 9:45                       |
| 1982年4月 - 1985年3月 | 金曜日 11:00 - 11:15                     |
| 1985年4月 - 1990年3月 | 土曜日 10:15 - 10:30                     |
| 1990年4月 - 1995年3月 | 土曜日 9:00 - 9:15                       |
| 1995年4月 - 1997年3月 | 水曜日 11:00 - 11:15、土曜日 9:30 - 9:45 |
| 1997年4月 - 1998年3月 | 水曜日 9:00 - 9:15、土曜日 9:30 - 9:45   |
| 1998年4月 - 2001年3月 | 水曜日 9:00 - 9:15                       |

## 出演者
1975年4月 - 1977年3月
高松しげお（しげおちゃん）、矢沢真由美（まゆみちゃん）、名取幸政（お兄さん）、ほか
1977年4月 - 1979年3月
高松しげお（しげおちゃん）、たかだひとみ（お姉さん）、もりくらんど（お兄さん）
1979年4月 - 1981年3月
阿部渡（わたるお兄さん）、西山千真（ちまお姉さん）、うっかりぼうず（声：三輪勝恵）
1981年4月 - 1983年3月
阿部渡（わたるお兄さん）、西山千真（ちまお姉さん）、おおかみくん（声：及川ヒロオ）
1983年4月 - 1985年3月
越智祐子（お姉さん）、ガオくん（声：及川ヒロオ）、ミーちゃん（声：松島みのり）
1985年4月 - 1987年3月
皆口裕子（お姉さん）、ガオくん（声：及川ヒロオ）、ミーちゃん（声：中島千里）
1987年4月 - 1989年3月
緒方賢一（緒方亭賢一）、もんじゃ（声：緒方賢一）、きらり（声：金丸日向子）、後藤敦（しろくん）、横田砂選（ピンクちゃん）、さとうひろき（みどりくん）
1989年4月 - 1991年3月
もんじゃ船長（声：緒方賢一）、クークー（声：柴田由美子）、たこ八郎右衛門鉢巻入道
1991年4月 - 1993年3月
てんぐどん（郷里大輔）、てんこちゃん（杉村理加）
1993年4月 - 1995年3月
波瀬満子（オコソトノ女王）、杉村理加（あっちゃん）、佐藤祐一（いっくん）、郷里大輔（うえおくん）
1995年4月 - 1997年3月
波瀬満子（オコソトノ女王）、小林美樹（キャキュキョ姫）、プリンプリン（アッキー&ウーナ）、チャメラーズ（横切りダンサーズ）
1997年4月 - 1999年3月
はせみつこ（ぽえっと）、太田彩乃（あやとりん）、ピテカンバブー（もっく&どろん）、エルフィー
1999年4月 - 2002年3月
池田愛（片瀬えりか）、江良潤（マカフシギ）、三浦大知（ぴよっと丸）

## スタッフ
- 音楽 - 若月明人、あかのたちお
- 脚本 - 高左右英男→田辺宏明
- 構成 - 笹本妙子→高橋亜子
- 絵 - 上野新司→アンヴィル奈宝子
- 振付 - 高山まなみ→石黒節子→大原晶子
- 小道具 - アトリエドッポ、パペットBOX、高橋弘一
- タイトルアニメーション - 毛利厚
- 粘土造形 - 小熊康司
- 衣装 - 内藤こづえ

## 主題歌
- 作詞：若林一郎、作曲：若月明人、歌：芹洋子・東京放送児童合唱団[23]

　「ちいさなちいさなありだって…」で始まる初代主題歌。音数や同字表記の面白さを歌い込んでいる。
- 作詞：河内紀、作曲：あかのたちお、歌:小川美潮→太田彩乃→池田愛

　「あしかのあかちゃんあめのなか…」で始まる二代目主題歌。いわゆる「あいうえお作文」と呼ばれる折句である。